# Haute-Kadéï
Haute-Kadéï est une  commune rurale de la préfecture de Mambéré-Kadéï, en République centrafricaine. Elle tient son nom de la rivière Kadéï. La principale localité de la commune est Dédé-Makouba, chef-lieu de sous-préfecture.

## Géographie
La commune de Haute-Kadéï est située au sud de la préfecture de Mambéré-Kadéï. Elle est 
frontalière du Cameroun.
|          | Basse-Boumbé |             |
| Cameroun | Haute-Kadéï  | Basse-Kadéï |
|          | Bilolo       |             |

## Villages
Les principaux villages de la commune sont : Mbandjifolo, Tiko, Dédé-Makouba, Lengou et Bamba.
En zone rurale, la commune compte 49 villages recensés en 2003 : Bagoudou, Bamba 1, Bamba 2, Bamba 3, Bamba 4, Bamba 5, Bayanga Kadei, Bindinga, Binoumbi, Bondjet, Campement Tanri, Daloguene, Dédé-Makouba, Demba, Djambala, Dori, Gaza, Gnemele, Gopan, Guereki, Kambayeke, Kombo, Lao, Leko, Lengou, Mbandjifolo 1, Mbandjifolo 2, Mbangou, Mbeko 1, Mbeko 2, Mbi, Mbiko, Mbossi, Molaye, Monakere-Gbele, Mondelet, Mowe, Ndjeligo, Ngabosso, Ngandio, Ngola, Nguilet, Pangou, Siret, Sondinga, Tiko, Wambio, Yandoa 1, Yandoa 2.

## Éducation
La commune compte 4 écoles publiques : Sous-préfectorale de Dédé-Makouba, Dori, Mondélet et deux écoles privées église évangélique EEB de Dédé-Makouba et GSP de Bamba.